# Medway Viaducts
Medway Viaducts ist die einheitliche Bezeichnung für drei Brücken über den River Medway bei Rochester im südostenglischen Borough of Medway. Die Autobahnbrücke für die 1963 eröffnete M2 motorway wurde 2003 durch eine zweite Brücke ergänzt; im selben Jahr wurde daneben die Brücke der Schnellfahrstrecke High Speed 1 (ursprünglich Channel Tunnel Rail Link - CTRL) dem Verkehr übergeben.

## Medway Viaduct (1963)
Die Autobahnbrücke war der wichtigste Teil der neuen M2, die vor allem die A2 road von London nach Dover mit ihrer Ortsdurchfahrt in Rochester und der engen Rochester Bridge über den Medway entlasten sollte.
Sie hatte in jeder Richtung zwei Fahrspuren und einen Standstreifen. Auf beiden Seiten verlief ein Fußweg, der breit genug war, um auch als Wartungsstraße zu dienen.
Die von Freeman Fox & Partners entworfene Brücke wurde zwischen 1960 und 1963 von einer Arbeitsgemeinschaft der Firmen J. L. Kier & Co. und Christiani & Nielsen ausgeführt. Sie war die erste Brücke in Großbritannien, bei der das von Ulrich Finsterwalder entwickelte Verfahren angewendet wurde, Spannbeton-Balkenbrücken von einem Pfeiler aus im Freivorbau mit beidseitig abschnittsweise betonierten Kragarmen zu errichten.
Die Brücke ist insgesamt 997,5 m (3272 ft 6 in.) lang. Sie war ursprünglich 34,60 m (113 ft 6 in.) breit, mit zusätzlichen 3,66 m (12 ft) breiten Verzögerungs- und Beschleunigungsstreifen am nordwestlichen Ende für die querende A228.
Die Flussbrücke hat eine 152,4 m (500 ft) weite Hauptöffnung und zwei 95,3 m (312 ft 6 in.) weite Seitenöffnungen. An sie schließen sich die 411,5 m (1350 ft) lange nordwestliche Vorlandbrücke mit 11 Öffnungen und die 243,1 m (797 ft 6 in.) lange südöstliche Vorlandbrücke mit 7 Öffnungen an.
Die Brücke hatte zwei getrennte Überbauten für die beiden Richtungsfahrbahnen. Die Überbauten der Flussbrücke bestehen, mit Ausnahme einer 30 m weiten Lücke in der Mitte, aus zwei parallelen, dreizelligen, gevouteten Spannbeton-Hohlkästen, deren Deckplatten die Fahrbahnen tragen. Die Hohlkästen sind 11,3 m (37 ft) breit, ihre Höhe nimmt von 10,8 m (35 ft 6 in.) an den Pfeilern ab auf 2,7 m (9 ft) am Ende der Kragträger auf der Landseite bzw. 2,2 m (7 ft 4 in.) auf der Flussseite. Die Lücke in der Mitte wurde durch zwei Spannbeton-Einhängeträger geschlossen, deren Platten jeweils durch einen schmalen Hohlkasten und drei Balken getragen werden.
Die beiden wandartigen, fast über die gesamte Breite der Überbauten reichenden Pfeiler der Flussbrücke sind unten 3,0 m (10 ft) und oben 1,8 m (6 ft) breit. Ihr unterer Teil besteht aus massivem Stahlbeton, oberhalb des höchsten Wasserstandes haben sie einen 7-zelligen Hohlquerschnitt.
Die Überbauten der Vorlandbrücken bestehen ebenfalls aus vorgefertigten Hohlkästen und Balken und einer Ortbeton-Fahrbahnplatte. Sie werden von rechteckigen, mit einem Querriegel verbundenen Stahlbetonpfeilern gestützt.

## Medway Viaduct (2003)
Im November 1999 wurde mit der Arbeitsgemeinschaft CSM (Costain, Skanska und Mowlem) ein Pauschalpreisvertrag über die Planung und Ausführung der Verbreiterung der M2 abgeschlossen. Im Rahmen dieses Vertrages wurde von März 2001 bis Juni 2003 eine weitere Brücke für den Verkehr Richtung London gebaut.
Sie steht 20 m westlich neben der älteren Brücke und hat in der Länge die gleichen Abmessungen und das gleiche Profil. Sie hat vier Fahrspuren und eine Standspur, da für die Ausfahrt zu der querenden A228 anstelle eines Verzögerungsstreifens eine vollwertige, schon lange vor der Brücke an der Einfahrt der A229 beginnende Fahrspur angelegt wurde.
Die Spannbetonbrücke, die nur eine Richtungsfahrbahn trägt, hat einen Überbau mit einer 20,5 m breiten Fahrbahnplatte und nur einem Hohlkasten.

## Umbau der alten Brücke (2003)
2002 wurde der Verkehr auf der M2 vorübergehend vollständig auf das benachbarte neue Medway Viaduct verlegt. Anschließend wurde die alte Brücke saniert und umgebaut. Dabei wurde u. a. der Spannbeton-Einhängeträger durch eine Stahlkonstruktion ersetzt. Die getrennten Fahrbahnplatten wurden für eine einheitliche Richtungsfahrbahn mit 4 Fahrspuren und einer Standspur verbunden und ihre Breite auf 30 m reduziert.
Nach diesen 2003 fertiggestellten Umbauten trägt sie nunmehr ausschließlich den Verkehr Richtung Dover. Die vierte Fahrspur beginnt nördlich der Brücke mit der Einfahrt aus der querenden A228. Auf der östlichen Seite verläuft hinter einer als verstärktes, hohes Geländer gestalteten Leitplanke ein Geh- und Radweg, mit dem der North Downs Way über das Tal des Medway geführt wird.
Beide Brücken sind beleuchtet und mit Überwachungskameras ausgestattet.

## Medway Viaduct (HS1)
Die westliche der drei Brücken ist die Eisenbahnbrücke, die die Schnellfahrstrecke High Speed 1 über den Medway führt. Sie wurde – zur gleichen Zeit wie die zweite Autobahnbrücke – zwischen 2001 und 2003 von dem Eurolink Joint Venture aus Vinci Construction Grands Projets, Morgan Est und Beton- und Monierbau (heute BeMo Tunnelling UK) gebaut, wurde aber etwas früher als die Autobahnbrücke fertiggestellt.
Die zweigleisige Brücke ist 1255 m lang und 11 m breit.
Die Flussbrücke hat die gleichen Pfeilerachsabstände von 95,3 + 152,3 + 95,3 m wie die benachbarten Autobahnbrücken. Die anschließenden Vorlandbrücken haben 40,5 m weite Pfeilerachsabstände. Der stark gevoutete, einzellige Spannbeton-Hohlkasten der Flussbrücke wurde im Freivorbau hergestellt, die Hohlkästen der Vorlandbrücken wurden im Taktschiebeverfahren eingeschoben. Die Flussbrücke hat V-förmige Pfeiler, um die Längskräfte infolge Bremsen besser in den Baugrund abzuleiten.
Bei einer Testfahrt am 30. Juli 2003 wurde mit 334,7 km/h ein neuer Geschwindigkeitsrekord britischer Eisenbahnen aufgestellt.
Der erste Bauabschnitt der HS1 und damit auch die Brücke wurde am 16. September 2003 förmlich abgenommen; am 28. September 2003 begann der fahrplanmäßige Bahnbetrieb.